# Sundarban
Sundarban (tiếng Bengal: সুন্দরবন, đã Latinh hoá: Shundorbôn, n.đ. 'Beautiful forest', phát âm tiếng Bengal: [ˈʃundorbɔn]) là một khu rừng ngập mặn ở đồng bằng châu thổ Đông Ấn nơi các con sông Hăng, Brahmaputra và Meghna hợp lại trước khi đổ ra vịnh Bengal. Khu rừng ngập này kéo dài từ Sông Hooghly ở tiểu bang Tây Bengal cho đến Sông Baleshwari ở Bangladesh. Sundarban không những chỉ có rừng ngập mặn mà còn xen kẽ đất nông nghiệp, bãi bồi, đất cằn, mỗi khu đều có nhiều nhánh sông ngòi và kênh rạch chằng chịt.
UNESCO công nhận bốn khu vực Sundarban là Di sản thế giới được chính quyền sở tại bảo vệ là: 
1. Vườn quốc gia Sundarbans,
2. Khu bảo tồn động vật hoang dã Tây Sundarbans
3. Khu bảo tồn Nam Sundarbans và
4. Khu bảo tồn Đông Sundarbans.[5] Rừng ngập mặn Sundarban có diện tích 10.000 km2 (3.900 dặm vuông Anh) trong đó tại Khulna của Bangladesh có diện tích 6.017 km2 (2.323 dặm vuông Anh).

## Tên gọi
"Sundarban" nghĩa là "khu rừng đẹp" trong tiếng Bengal (hai tử tố: shundor là "đẹp" và bon là "rừng"). Ngoài ra tên gọi này cũng liên quan đến Sundari (Heritiera fomes), một loại cây cui mọc nhiều ở Sundarban.

## Lịch sử
Sundarban có lịch sử từ những năm 200-300 sau CN. Ở Baghmara nay còn phế tích ngôi thành do Chand Sadagar truyền xây. Sang thời Mughal, triều đình cho dân trưng canh nhưng từ thế kỷ 17 trở đi nạn buôn lậu muối ở Sundarban nổi lên kép theo cướp biển, có cả giặc cướp từ Bồ Đào Nha tham gia, nay còn di tích ở Netidhopani.
Sang thời Anh thuộc, chính quyền sắp đặt hệ thống quản lý đường rừng bắt đầu từ những năm 1860 do Cục Kiểm lâm tỉnh Bengal.
Năm 1869 thì Sundarban có riêng ban quản lý rừng. Chính quyền liệt Sundarban vào diện khu vực dự trữ kể từ năm 1875 nhưng dân cư được quyền khâ thác dưới sự kiểm soát của Cục Kiểm lâm.
Cho đến đầu thế kỷ 20, Sundarban vẫn là khu hoang vu trải dài 266 km từ cửa sông Meghna tới các huyện Parganas, Khulna và Bakerganj. Tổng diện tích (kể cả phần sông hồ) ước tính khoảng 16.902 km2 với đặc tính là khu rừng rậm nhiệt đới úng nước có nhiều hổ. Vì địa thế úng ngập lắm sông ngòi nên Sundarban không mấy phát triển. Chuyển vận phần lớn phụ thuộc ghe thuyền.

## Địa lý
Sundarban nằm trong vùng đồng bằng rộng lớn ven vịnh Bengal, được hình thành bởi hợp lưu của sông Hằng, Brahmaputra và Meghna, miền Nam Bangladesh và Đông Ấn Độ. Đây là rừng ngập mặn cửa sông lớn nhất thế giới bao gồm khu vực ngập nước theo mùa bao gồm rừng và đầm lầy nước ngọt nằm trong nội địa, còn rừng ngập mặn ở rìa ven biển. Tổng diện tích bao gồm 10.000 km², trong đó khoảng 6.000 km² là ở Bangladesh.
Phần thuộc Ấn Độ được ghi vào danh sách di sản thế giới vào năm 1987 trong khi khu vực thuộc Bangladesh vào danh sách di sản thế giới vào năm 1997 và là một khu dự trữ sinh quyển thế giới. Sundarbans được ước tính là khoảng 4.110 km², trong đó khoảng 1.700 km² khu vực ngập nước bởi các con sông, kênh, mương lạch.
Sundarban được giao nhau bởi một mạng lưới phức tạp của các bãi triều, bãi bùn và các hòn đảo nhỏ của rừng ngập mặn. Mạng kết nối với nhau đường thủy làm cho hầu như mọi ngóc ngách của khu vực có thể đi được bằng thuyền nhỏ. Đây là nơi sinh sống của loài hổ Bengal ( Panthera tigris tigris), cũng như các loài động vật quý hiếm bao gồm: các loài chim, hươu, cá sấu và trăn. Ngoài ra, Sundarban là một khu vực sinh thái quan trọng như là một hàng rào bảo vệ cho hàng triệu người dân ở Khulna và Mongla trước lũ lụt và các cơn bão nhiệt đới. Sundarban cũng đã là một địa điểm lọt vào tới vòng chung kết 7 kỳ quan thiên nhiên.

## Địa chất
Đây là môi trường tự nhiên của rất nhiều các loài động thực vật với những bãi biển, khu vực cửa sông, đầm lầy, bãi triều, lạch thủy triều, cồn cát ven biển... được hỗ trợ bởi thảm thực vật bãi bồi, rừng ngập mặn giữ trầm tích.

## Sinh thái
Hai vùng sinh thái chủ yếu ở Sundarban bao gồm rừng ngập mặn và rừng đầm lầy.

### Rừng ngập mặn
Vùng sinh thái rừng ngập mặn Sundarban nằm tại vùng đồng bằng ven bờ biển và là hệ sinh thái rừng ngập mặn lớn nhất thế giới , với diện tích 20.400 km²  bao gồm số lượng lớn các loài: Heritiera fomes (cây sundari/cui Nam Á, một loài thực vật bản địa điển hình). Bên cạnh đó là các loài khác tạo nên sự đa dạng bao gồm các loài thuộc chi Mắm (Avicennia spp.), su Mê Kông (Xylocarpus mekongensis), su ổi (Xylocarpus granatum), bần vô cánh (Sonneratia apetala), vẹt dù (Bruguiera gymnorrhiza), dà quánh (Ceriops decandra), sú (Aegiceras corniculatum), đước xanh (Rhizophora mucronata), và dừa nước (Nypa fruticans).

### Rừng đầm lầy nước ngọt
Rừng đầm lầy nước ngọt Sundarban là một vùng sinh thái rừng nhiệt đới ẩm, lá rộng của Bangladesh. Nó tương ứng với các khu rừng đầm lầy nước lợ nằm phía trong rừng ngập mặn Sundarban, với độ mặn thấp hơn. Vùng sinh thái nước lợ này trở nên ngọt hơn trong mùa mưa, khi nước từ sông Hằng và sông Brahmaputra đổ ra biển, đẩy nước mặn xâm lấn ra ngoài và kéo theo lượng phù sa màu mỡ. Diện tích của vùng rừng này là 14.600 km² ở vùng đồng bằng sông Hằng-Brahmaputra, kéo dài từ phía bắc huyện Khulna tới cửa vịnh Bengal với một phần mở rộng thưa thớt tới bang Tây Bengal của Ấn Độ. Rừng đầm lầy nước ngọt Sundarban nằm giữa vùng rừng ẩm lá sớm rụng đồng bằng hạ lưu sông Hằng ở vùng đất cao và rừng ngập mặn Sundarban có ranh giới với vịnh Bengal.
Là nạn nhân của đốn hạ và định cư quy mô lớn để hỗ trợ cho một trong những quần thể dân cư đông đúc nhất ở châu Á, vùng sinh thái này đang đứng trước nguy cơ lớn của sự tuyệt chủng. Hàng trăm năm cư trú và khai thác đã gây ra những thiệt hại nặng nề cho môi trường sống và sự đa dạng sinh học của khu vực sinh thái này. Có hai khu vực được bảo vệ - Narendrapur (110 km²) và Ata Danga Baor (20 km²) bao phủ chỉ 130 km² của vùng sinh thái. Mất môi trường sống trong vùng sinh thái này là quá rộng khắp, và môi trường sống còn lại là quá phân mảnh nên rất khó để xác định thành phần của thảm thực vật ban đầu. Theo Champion và Seth (1968), rừng đầm lầy nước ngọt được đặc trưng bởi Heritiera minor, Xylocarpus molluccensis, Bruguiera conjugata, Sonneratia apetala, Mắm đen (Avicennia officinalis), Bần chua (Sonneratia caseolaris); với Pandanus tectorius, Tra làm chiếu (Hibiscus tiliaceus) và Nipa fruticans ở ven rìa.

## Khí hậu
Nhiệt độ ở đây khoảng từ 20 °C - 48 °C, lượng mưa lớn, độ ẩm cao tới 80% do có vị trí gần vịnh Bengal. Gió mùa kéo dài từ giữa tháng 6 đến giữa tháng 9. Gió mùa đông bắc từ tháng 10 đến giữa tháng 3 còn gió mùa Tây Nam chiếm ưu thế từ giữa tháng 3 đến tháng 9. Bão thường xuất hiện trong giai đoạn từ tháng 5 tới tháng 10.

## Động thực vật

### Thực vật
Thảm thực vật ngập mặn Sundarban bao gồm 64 loài thực vật có khả năng sống được trong môi trường nước ở cửa sông và ngập mặn. Vào tháng 4, tháng 5, khu rừng ngập màu sắc với màu lá đỏ của trà mủ (Excoecaria agallocha), những bông hoa đỏ của vẹt dù (Bruguiera gymnorrhiza), màu vàng của sú (Aegiceras corniculatum)... và một số loài cây khác như su ổi (Xylocarpus granatum), su Mê Kông (Xylocarpus mekongensis), đước (Rhizophora spp.), cui Nam Á/sundari (Heritiera fomes) và dà quánh (Ceriops decandra).

### Động vật

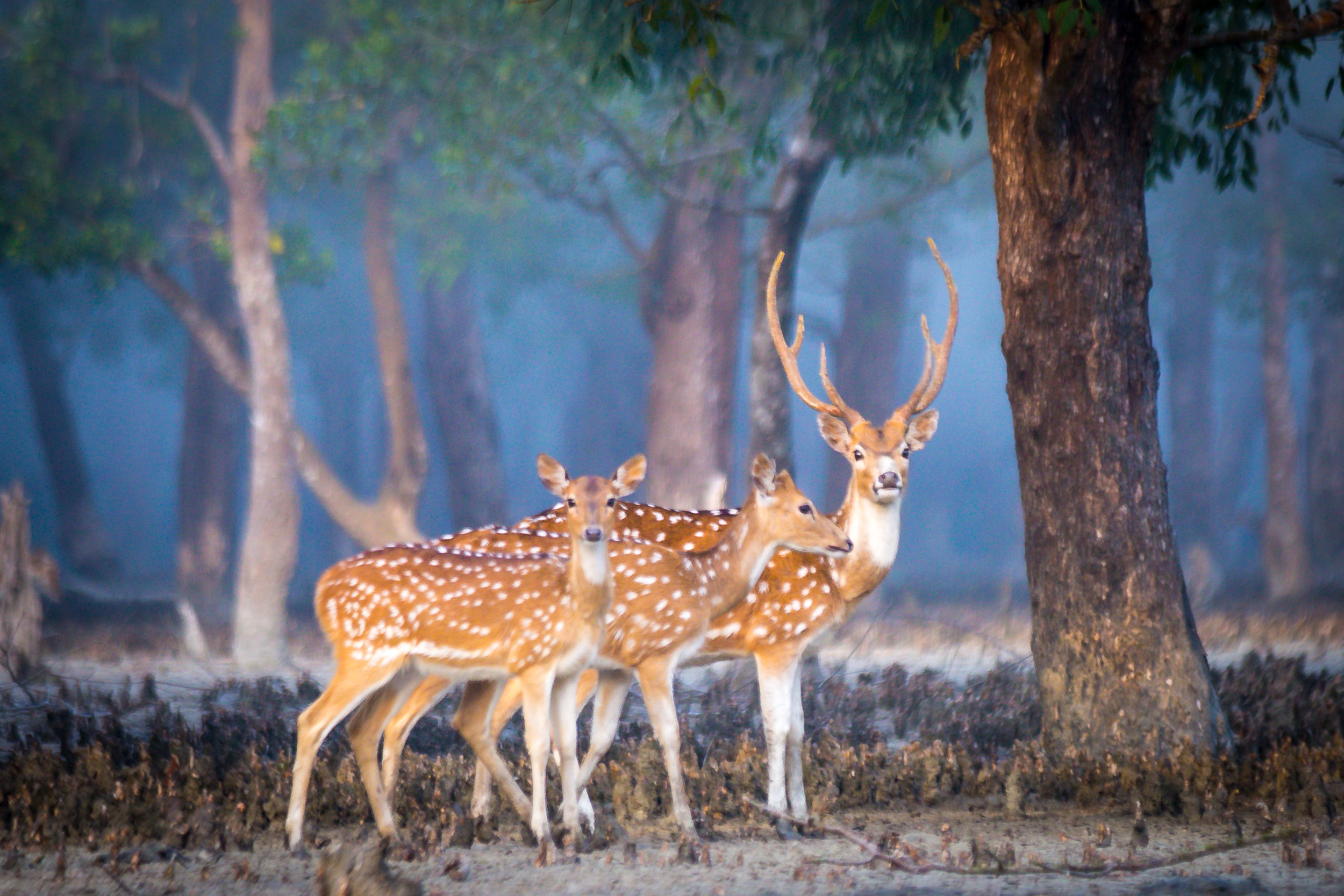
Đàn hươu đốm ở Sundarban

Sundarban là nơi sinh sống của hơn 400 con hổ Bengal. Chúng sinh sống và phát triển, thích ứng với việc bơi lội, di chuyển trong vùng ngập nước. Ngoài ra là rất nhiều các loài quý hiếm bao gồm: mèo cá, mèo báo, mèo ri, khỉ, heo rừng, cầy xám Ấn Độ, cáo, cáo bay, tê tê, hươu đốm và nhiều loài khác cũng được tìm thấy trong sự phong phú trong Sundarban.
Vườn quốc gia phong phú với các loài chim như cò nhạn, cò quăm đầu đen, gà nước, sâm cầm, gà lôi nước, diều hâu đen, diều lửa, diều mướp đầm lầy, gà gô đầm lầy, diệc, gà rừng lông đỏ, cu gáy, sáo nâu, quạ đen, khướu Jungle, le khoang cổ, nhàn Caspia, diệc xám, dẽ giun thường, choắt bụng xám, cu xanh, vẹt cổ hồng, Terpsiphone, chim cốc, diều cá đầu xám, đại bàng bụng trắng, mòng biển, bồng chanh, cắt lớn, gõ kiến, Choắt mỏ cong bé, chim Godwit đuôi đen, dẽ nhỏ, dẽ lớn ngực đốm, vịt mốc, choi choi vàng, vịt nâu đỏ, le nâu.
Bò sát và lưỡng cư phong phú đa dạng bao gồm cá sấu nước mặn, trăn, rắn, ếch cây cùng rất nhiều các loài có nguy cơ tuyệt chủng như: cá heo sông Hằng, rùa đất, rùa biển.

## Nghiên cứu thêm
- Laskar Muqsudur Rahman, The Sundarbans: A Unique Wilderness of the World; at USDA Forest Reserve; McCool, Stephen F.; Cole, David N.; Borrie, William T.; O’Loughlin, Jennifer, comps. 2000. Wilderness science in a time of change conference, Volume 2: Wilderness within the context of larger systems; 1999 May 23–27; Missoula, MT. Proceedings RMRS-P-15-VOL-2. Ogden, UT: US Department of Agriculture, Forest Service, Rocky Mountain Research Station.
- Terminal Report, Integrated Resource Development of the Sundarbans Reserved Forest Lưu trữ ngày 23 tháng 5 năm 2017 tại Wayback Machine: Project Findings and Recommendations, Food and Agriculture Organization (acting as executing agency for the United Nations Development Programme), United Nations, Rome, 1998 (prepared for the Government of Bangladesh)
- Blasco, F. (1975). The Mangroves of India. Institut Francis de Pondichéry, Travaux de las Section Scientifique et Technique, Tome XIV, Facicule 1. Pondicherry, India.
- Jalais, Annu. (2005). "Dwelling on Morichjhanpi: When Tigers Became ‘Citizens’, Refugees ‘Tiger-Food’"; Economic and Political Weekly, ngày 23 tháng 4 năm 2005, pp. 1757 – 1762.
- Jalais, Annu. (2007). "The Sundarbans: Whose World Heritage Site?", Conservation and Society, (vol. 5, no. 4).
- Jalais, Annu. (2008). "Unmasking the Cosmopolitan Tiger", Nature and Culture, (vol. 3, no. 1), pp. 25–40.
- Jalais, Annu. (2008). "Bonbibi: Bridging Worlds", Indian Folklore, serial no. 28, Jan 2008.
- Jalais, Annu. (2009). "Confronting Authority, Negotiating Morality: tiger prawn seed collection in the Sundarbans", International Collective in Support of Fishworkers, Yemaya, 32, Nov. [liên kết hỏng]; Also in French: http://base.d-p-h.info/en/fiches/dph/fiche-dph-8148.html Lưu trữ ngày 11 tháng 5 năm 2013 tại Wayback Machine
- Jalais, Annu. (2010). "Braving Crocodiles with Kali: Being a prawn-seed collector and a modern woman in the 21st century Sundarbans", Socio-Legal Review, Vol. 6.
- Montgomery, Sy (1995). Spell of the Tiger: The Man-Eaters of Sundarbans. Houghton Mifflin Company, New York.
- Rivers of Life: Living with Floods in Bangladesh. M. Q. Zaman. Asian Survey, Vol. 33, No. 10 (October 1993), pp. 985–996
- Modern sediment supply to the lower delta plain of the Ganges-Brahmaputra River in Bangladesh[liên kết hỏng]. September 2001. Geo-Marine Letters, Volume 21, Number 2. doi:10.1007/s003670100069
- Sundarbans on United Nations Environment ProgrammeLưu trữ ngày 22 tháng 12 năm 2009 tại Wayback Machine
- Floods in Bangladesh: II. Flood Mitigation and Environmental Aspects. H. Brammer. The Geographical Journal, Vol. 156, No. 2 (July 1990), pp. 158–165. doi:10.2307/635323
- Environmental classification of mangrove wetlands of India. V. Selvam. Current Science, Vol. 84, No. 6, ngày 25 tháng 3 năm 2003.

- Green, M.J.B.; Centre, W.C.M.; Parks, I.C.o.N.; Areas, P. (1990). Iucn Directory of South Asian Protected Areas. IUCN-The World Conservation Union. ISBN 9782831700304.{{Chú thích sách}}:  Quản lý CS1: nhiều tên: danh sách tác giả (liên kết)